# Más allá de la usurpadora
Más allá de la usurpadora (no Brasil: Além da Usurpadora) é a continuação da telenovela mexicana A Usurpadora. Mostra as vidas das personagens 1 ano após o desfecho da trama. Foi exibida, originalmente, no final de semana após o fim da novela.
Teve Gabriela Spanic e Fernando Colunga como protagonistas e Yadhira Carrillo como antagonista principal.

## Enredo
Paulina, casada com Carlos Daniel, vai ao médico pegar o resultado de seu 'check-up'. Ela descobre que está com câncer terminal e só lhe restam seis meses de vida. Paulina não conta a ninguém sobre sua doença e começa preparar uma nova Sr.ª Bracho para ser a esposa de Carlos Daniel.
A escolhida é Raquel. A preceptora de Carlinhos, Lizete e Paulinha (filhinha de Carlos Daniel e Paulina, tem apenas três meses de vida). Raquel é ambiciosa e é apaixonada por Carlos Daniel e nem se importa que seja casado. Ao mesmo tempo que tudo isso acontece, Estephanie recupera a razão e quer seu filho de volta (que agora mora com Rodrigo e Patrícia).
Paulina, pensando que Raquel é uma pessoa boa e honrada, começa ensinar tudo o que Paola ensinou para ela, antes de usurpá-la. Paulina ensina como se portar na mesa, a usar certas roupas para determinadas ocasiões. Raquel conta a verdade para Carlos Daniel, sobre a doença de Paulina. Raquel prepara um plano diabólico contra Paulina. Paulina vê o espírito de Paola no espelho, a megera atormenta a irmã e diz a esperar no inferno. Paulina quebra o espelho em um ato de estresse e tristeza.
Na festa de 1 ano de casamento de Carlos Daniel e Paulina, Raquel coloca um veneno letal no vinho de Paulina e propõem um brinde, já que Raquel deseja assassinar Paulina, para poder substituí-la na casa dos Bracho. Raquel se distrai ao atender uma dúvida de Patrícia e Lizete e Carlinhos chegam. Lizete quer beber o vinho, mas Carlinhos diz que não pode porque é para os adultos e não para crianças. Carlinhos muda os copos de lugar. Raquel bebe o vinho envenenado, mas é Paulina quem desmaia. Logo depois Raquel também passa mal e ambas são levadas ao hospital. Estephanie foge do sanatório e rouba seu filho da casa de Rodrigo. Paulina descobre que os exames foram trocados e que não está doente. O médico revela que o desmaio foi causado porque Paulina está grávida. Raquel se encontra muito mal, entre a vida e morte, mas consegue se recuperar. Ela conta a verdade para Paulina, mas Paulina não a denuncia e lhe dá dinheiro para ela voltar para seu lugar de origem.
Todos se reúnem na mansão Bracho. Rodrigo e Patrícia perdoam Estephanie por ter roubado a criança. Eles planejam viajar para Porto Rico para tentar ter um filho. Paulina conta que está grávida. Eles tiram uma última foto.

## Elenco
| Ator               | Nome do personagem no Brasil  | Nome original do personagem  |
| ------------------ | ----------------------------- | ---------------------------- |
| Gabriela Spanic    | Paulina Martins Bracho        | Paulina Martínez de Bracho   |
| Gabriela Spanic    | Paola Montaner Bracho         | Paola Montaner de Bracho     |
| Fernando Colunga   | Carlos Daniel Bracho          | Carlos Daniel Bracho         |
| Libertad Lamarque  | Vovó Piedade Bracho           | Abuela Piedad Vda. de Bracho |
| Chantal Andere     | Estephanie Bracho de Monteiro | Estefanía Bracho de Montero  |
| Yadhira Carrillo   | Raquel                        | Raquel                       |
| Marcelo Buquet     | Rodrigo Bracho                | Rodrigo Bracho               |
| Jessica Jurado     | Patrícia Bracho               | Patrícia Bracho              |
| Magda Guzmán       | Adelina Cintra                | Fidelina                     |
| Paty Díaz          | Lalinha                       | Lalita                       |
| María Solares      | Lizete Bracho                 | Lizzet Bracho                |
| Sergio Miguel      | Carlinhos Bracho              | Carlitos                     |
| Adriana Fonseca    | Verônica Soriano              | Verônica Soriano             |
| Antonio De Carlo   | Osvaldo Resende               | Osvaldo Reséndiz             |
| Tito Guízar        | Chico                         | Pancho                       |
| Ninón Sevilla      | Cacilda                       | Cachita                      |
| Sara Montes        | Eloísa, a enfermeira          | Eloina, la enfermera         |
| Emiliano Lizárraga | Pedro                         | Pedro                        |
| Gabriela Carvajal  | Adélia                        | Adela                        |
| Javier Herranz     | Dr. Varela                    | Dr. Varela                   |

## Dublagem brasileira
- Sheila Dorfman - Paola Bracho / Paulina Martins
- Ricardo Schnetzer - Carlos Daniel Bracho
- Selma Lopes - Vovó Piedade
- Karina Duprez - Ursulina Bracho
- Élida L'Astorina - Raquel
- Miriam Ficher - Estephanie Bracho
- Mariangela Cantú - Adelina
- Mabel Cezar - Patrícia Bracho
- Eduardo Dascar - Rodrigo Bracho
- Indiane Christine - Lizete Bracho
- Marcus Júnior - Carlinhos Bracho
- Sílvia Goiabeira - Lalinha
- Sônia Ferreira - Cacilda
- Izabel Lira - Verônica
- Jorge Lucas - Oswaldo Resende
- Ronaldo Júlio - Dr. Varela
- Jomery Pozolli - Chico
- Beatriz Loureiro - Eloísa
- Orlando Drummond - Diretor do sanatório[carece de fontes?]

Produção
- Estúdio: Herbert Richers, RJ
- Direção: Marlene Costa[carece de fontes?]

## Exibição no Brasil
Foi exibida pela primeira vez no SBT,  em 2 capítulos de 3 a 4 de janeiro de 2000.
Foi reprisada pela primeira vez, em 3 capítulos, de 8 a 10 de maio de 2013.
Foi reprisada pela segunda vez, em 2 capítulos, de 27 a 28 de agosto de 2015.

### Outras mídias
Foi disponibilizada na plataforma de streaming Globoplay em 27 de dezembro de 2021.